# Konstancja węgierska (zm. po 1287)
Konstancja węgierska (zm. po 1287/1288) – córka Beli IV, króla Węgier i Marii Laskariny.
Około 1246–1247 r. została wydana za mąż za księcia halickiego Lwa. Podczas najazdu mongolskiego na przełomie 1287/1288 przebywała w klasztorze w Starym Sączu. Jest to ostatnia wiadomość o niej jako o osobie żyjącej. Według Jana Długosza została pochowana we Lwowie.
Jej siostrami były św. Kinga, św. Małgorzata i bł. Jolenta Helena.

## Literatura
- Dariusz Dąbrowski, Rodowód Romanowiczów książąt halicko-włodzimierskich, Poznań-Wrocław 2002.